# Die Geier
Die Geier ist ein frankobelgischer Comic, der von Glem und Raoul Cauvin geschaffen wurde und erstmals 1986 in der Nummer 2491 des Comicmagazines Spirou erschienen ist. Es zeigt eine Reihe von Geiern in ihrem täglichen Leben. In Deutschland erschien der Comic in den Ausgaben 1017, 1019, 1020, 1023, 1026 und 1028 des Comicmagazins Yps.

## Inhalt
Das Thema der Serie sind Geier. Es folgt dem Leben einer Geierschar, die über die Existenz philosophieren und vor allem auf das Zuschlagen des Todes warten, um auf die Resten von Tieren, die andere Raubtiere in der Savanne erlegen, niederzustoßen.

## Figuren
Die Hauptfiguren sind die Geier Melchior und Balthasar. Der erste ist ein intellektueller Traditionalist, während der zweite verrückter ist. Sie werden begleitet von Mimile, einem Geier, der nur das Ziel hat, seine nächste Mahlzeit zu erhalten, der Frau von Balthazar, die eine Eule ist, und Yvo, ihrem Sohn, der zur einen Hälfte Eule und zur anderen Hälfte Geier ist.

## Veröffentlichungsgeschichte

### Le Voraces
Die Serie wurde 1986 zum ersten Mal veröffentlicht in der Nummer 2491 des Comicmagazines Spirou. In diesem Jahr wurde die Serie 37-mal als Comicstrip veröffentlicht und zweimal als komplette Geschichte mit sechs Comicstreifen, außerdem schafft es eine Geschichte auf das Cover der Nummer 2538. Im folgenden Jahr wurde er 26-mal als Comicstrip veröffentlicht, zweimal als komplette Geschichte mit zwei Comicreihen, zweimal mit drei Comicdreihen und zweimal mit vier Comicreihen. Im Laufe des Jahres 1988 wurde der Comicstrip 29-mal veröffentlicht und einmal als komplette Geschichte mit vier Comicreihen, wobei es wieder eine Geschichte auf das Titelbild schaffte. Im folgenden Jahr wurde sie 25 Mal als Comicstrip veröffentlicht. 1990 erschien sie 36 mal als Comicstrip und als ganze Geschichte erscheint zweimal auf zwei Comicreihen, zweimal auf drei Comicreihen und einmal auf vier Comicreihen. Im folgenden Jahr wurde sie 46 Mal veröffentlicht, einmal in Form einer kompletten Geschichte auf zwei Comicreihen und einmal als komplette Geschichte auf vier Comicreihen. Im folgenden Jahr wurde sie 38-mal veröffentlicht und einmal in Form von kompletten Geschichte von zwei Comicreihen. 1993 sind es 36-mal, dass sie veröffentlicht wird. Die Veröffentlichungen gehen in den folgenden Jahren stark zurück, weil sie nur einmal als Gag und dann dreimal zwei Jahre später veröffentlicht wird. Der letzte Comicstrip wurde in der Nummer 3061 von Spirou veröffentlicht.

### Les Voraces et les coriaces
1988 erschien eine Comicreihe unter dem Titel Les Voraces et les coriaces. Die erste Ausgabe fand in der Nummer 2618 statt. Im selben Jahr kamen zwölf weitere heraus. Im folgenden Jahr gab es 26 Geschichten, 1990 37, im Jahr 1991 31, 1992 17, 1993 28, 1994 23, und dann nur noch zweimal im Jahr.

### Alben
Das erste Album der Serie wurde von Dupuis 1989 veröffentlicht und heißt Les voraces se décarcassent. Im selben Jahr das zweite Album, Les yeux dans les œufs auf den Markt. Im folgenden Jahr wurde das dritte Album unter dem Titel Les voraces dans la mélasse veröffentlicht und im folgenden Jahr veröffentlicht das vierte Album, Les voraces éboueurs du ciel. Die fünfte und letzte Album veröffentlichte der Verlag 1994 unter dem Titel Les voraces volent au vent.